# Rafael Manzano Martos
Rafael Manzano Martos (nascido em Cádis, Espanha, em 6 de novembro de 1936) é um arquiteto espanhol. Foi educado na Escola Superior Técnica de Arquitectura de Madrid. Manzano é um representante do Novo Urbanismo e da Arquitectura Clássica-nova.
Há um prémio de arquitectura com o seu nome, o Prêmio Rafael Manzano de Nova Arquitectura Tradicional.

## Educação
Rafael Manzano Martos formou-se na Escola Técnica de Arquitectura de Madrid em 1961 e obteve o doutoramento em 1963 no ramo de estudos históricos e nas teorias e técnicas de restauração de monumentos. Foi também colaborador da Escola de Estudos Árabes de Madrid de 1956 a 1963, onde cultivou o seu interesse pela história e arqueologia islâmica.

## Trabalhos e projetos selecionados

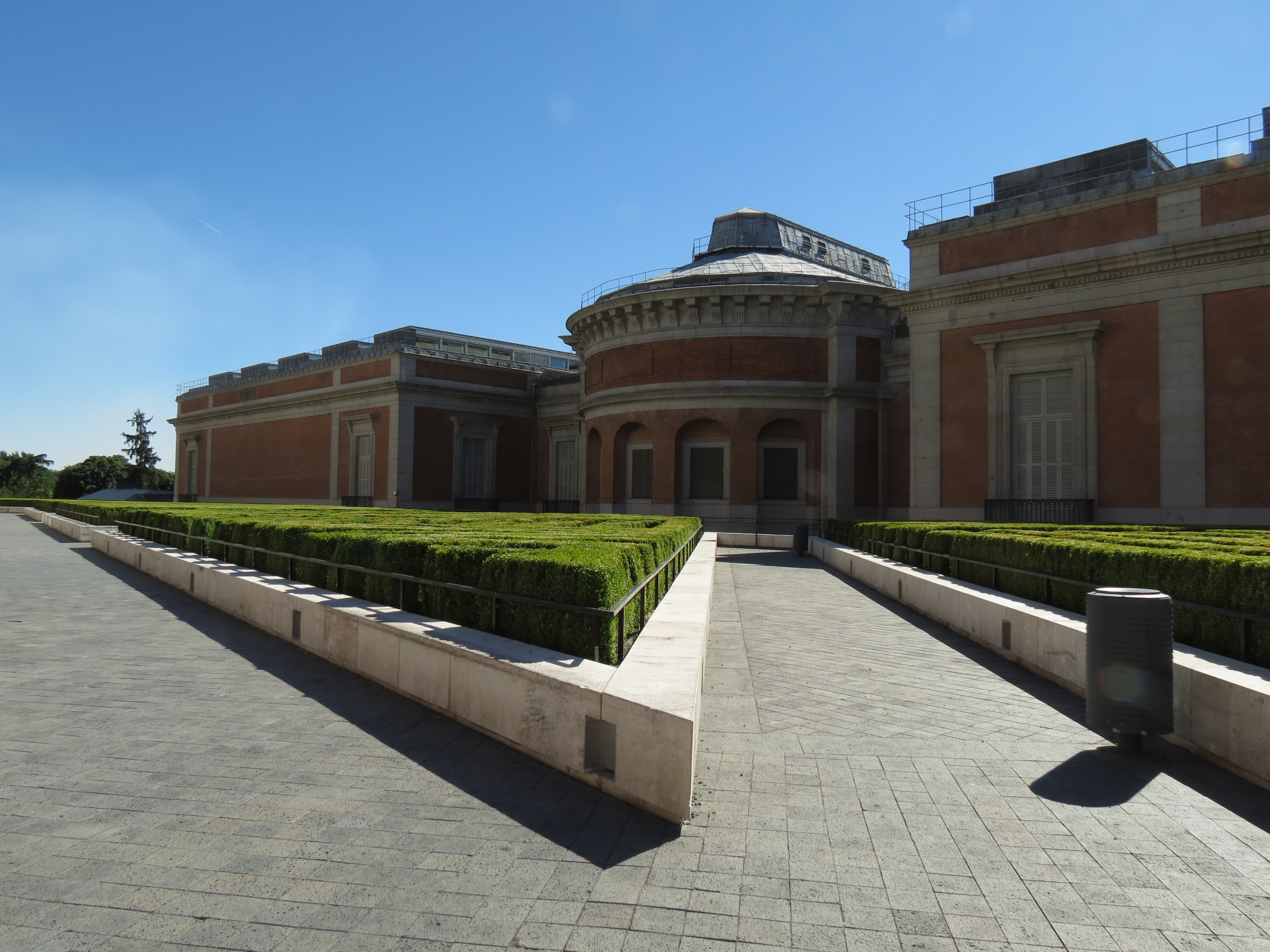
Ampliação do Museu do Prado em Madrid, Espanha

Em todas as suas obras, ele tem expressado sua fidelidade à linguagem clássica e à integração de seu trabalho no meio urbano ou na paisagem rural. Nas suas restaurações de monumentos, evitou qualquer abordagem agressiva aos edifícios do passado, respeitando a arquitectura transmitida e complementando-a com uma arquitectura simples mas académica que se integra no monumento sem qualquer agressão visual ou transformando-a num pretexto para criar uma obra contemporânea de qualidade questionável.
Entre os monumentos que Rafael Manzano restaurou e desenhos encontram-se:
- Praças e Sé, em Castelló d'Empúries, Girona.
- Praça e Sé, em Tarragona.
- Fortaleza da Sé Velha de Lérida
- Igreja de Maria Madalena, em Taraçona.
- Castelo de Alcañiz, em Teruel.
- Igreja de São Miguel, em Cuenca.
- Completa reconstrução exterior e novos interiores para a Real Academia de Farmácia, em Madrid.
- Reconstrução do claustro, torre, sala capitular, escadaria e outras partes do Mosteiro "Sobrado de los Monjes", na Corunha.
- Reconstrução total do antigo Palácio dos Duques de Medina Sidonia, em Córdoba.
- Alcazaba de Málaga (Restaurações e anastilose das casas próximas).
- Igreja de São Dionísio com reconstrução do seu telhado perdido e descoberta da sua alvenaria gótico-mudejar em Jerez de la Frontera, Cádiz.
- "Palacio de las Dueñas", "Casa del Rey Moro" e outros edifícios importantes em Sevilha.
- Consolidação das ruínas de Itálica em Santiponce, e construção do seu museu monográfico.
- Restauração total da Igreja de São Jorge em Palos de la Frontera e organização dos seus arredores.
- Designer, juntamente com o arquitecto Fernando Chueca Goitia, de três grandes projectos para a ampliação do Museu do Prado.
- Escavação do terreno da antiga "Casa de Contratación de las Indias", com reconstrução do seu pátio e jardim Almohad e uma nova fachada.
- Casa particular das Marquesas de la Granja, em Sevilha.
- Designer, em 1991, da total restauração e decoração do Hotel Rei Alfonso XIII em Sevilha.
- Palácio residencial para o Faisal Hassan Jawad do Bahrain, nos Emirados Árabes Unidos.
- Propriedade "Hacienda De La Paz" em Los Angeles, California.
- Design de uma residência para o toureiro Curro Romero em Coín, Málaga; agora pertencente ao cantor Julio Iglesias.
- Residência e casa de hóspedes em Cadima, Portugal.

## Premios e honras
Manzano é membro de várias instituições académicas espanholas, incluindo a Real Academia de Belas Artes de San Fernando, bem como as Academias Reais de História e Belas Artes de Granada, Córdoba, Cádiz, Málaga, Écija, Toledo e a Corunha, e a Academia de Boas Letras de Sevilha.
Em Espanha recebeu a Medalha de Ouro das Belas Artes (13 de Abril de 1972) e é Cavaleiro Comandante da Ordem Civil de Alfonso X, o Sábio (7 de Novembro de 1967).
Em termos de aclamação internacional, foi galardoado com o Prémio Richard H. Driehaus de Arquitectura Clássica 2010 pela sua carreira.
Em 1980 recebeu o Prêmio Shiller de Restauração e Conservação.
Também recebeu a Medalha de Prata da Cidade de Osuna, em 2001.